# Logique de colle
 (juin 2025).
Si vous disposez d'ouvrages ou d'articles de référence ou si vous connaissez des sites web de qualité traitant du thème abordé ici, merci de compléter l'article en donnant les références utiles à sa vérifiabilité et en les liant à la section « Notes et références ».
En électronique, la logique de colle est la logique utilisée pour interfacer un certain nombre de circuits intégrés entre eux. Cela se fait typiquement en utilisant des composants courants et peu coûteux de la série 7400 ou 4000, mais des circuits logiques programmables comme des CPLDs ou des FPGAs peuvent également être utilisés dans des cas plus complexes. La baisse du prix des dispositifs à logique programmable, combinée à leur taille et à leur consommation d'énergie réduites par rapport aux composants discrets, les rend courants même pour les systèmes simples. La logique programmable peut également être utilisée pour masquer la fonction exacte d’un circuit, afin d’empêcher qu’un produit soit cloné ou contrefait.
L'équivalent logiciel de la logique de colle est appelé code de collage.

## Utilisation
La colle logique a généralement (mais ne se limite pas à) les fonctions suivantes :
- Fonctions logiques simples
- Décodage d'adresses, utilisé en périphérie des processeurs plus anciens comme le MOS Technology 6502 ou le Zilog Z80, divisant l'espace d'adresse du processeur en RAM, ROM et E/S. Les processeurs plus récents, tels que le WDC 65816 ou le Zilog eZ80, peuvent être conçus pour qu'une logique de colle externe ne soit pas nécessaire.
- Protections des entrées et sorties de surcharges et de décharges électrostatiques.
- Conversion de niveau de tension lors de l'interfaçage d'une famille logique à une autre (par exemple entre CMOS et TTL).